# ويندي براون (عداءة سريعة)
ويندي براون (بالإنجليزية: Wendy Brown) هي عداءة سريعة نيوزيلندية، ولدت في 21 مايو 1950.